# Acanthonyx
Acanthonyx is een geslacht van kreeftachtigen uit de klasse van de Malacostraca (hogere kreeftachtigen).

## Soorten
- Acanthonyx brevifrons A. Milne-Edwards, 1869
- Acanthonyx consobrinus A. Milne-Edwards, 1862
- Acanthonyx dentatus H. Milne Edwards, 1834
- Acanthonyx depressifrons Manning & Holthuis, 1981
- Acanthonyx dissimulatus Coelho & Torres, 1993
- Acanthonyx elongatus Miers, 1878
- Acanthonyx euryseroche Griffin & Tranter, 1986
- Acanthonyx formosa S.-H. Wu, Yu & Ng, 1999
- Acanthonyx inglei Tirmizi & Kazmi, 1988
- Acanthonyx limbatus A. Milne-Edwards, 1862
- Acanthonyx lunulatus (Risso, 1816)
- Acanthonyx minor Manning & Holthuis, 1981
- Acanthonyx nodulosa (Dana, 1851)
- Acanthonyx petiverii H. Milne Edwards, 1834
- Acanthonyx quadridentatus Krauss, 1843
- Acanthonyx sanctaehelenae (Chace, 1966)
- Acanthonyx scutellatus MacLeay, 1838
- Acanthonyx scutiformis (Dana, 1851)
- Acanthonyx undulatus Barnard, 1947